# Cığatelli
Cığatelli är en ort i Azerbajdzjan.   Den ligger i distriktet Qəbələ, i den centrala delen av landet, 190 km väster om huvudstaden Baku. Cığatelli ligger 639 meter över havet och antalet invånare är 560.
Terrängen runt Cığatelli är varierad. Närmaste större samhälle är Qutqashen, 6,1 km öster om Cığatelli. 
Trakten runt Cığatelli består till största delen av jordbruksmark. Runt Cığatelli är det ganska tätbefolkat, med 58 invånare per kvadratkilometer.